# Бакинські страйки
Бакинські страйки (1903, 1904, 1913, 1914) – масові страйки пролетарів Баку. 

## Історія
Страйк 1903, що тривав з 1 (14) липня по 22 (4) серпня, став початком загального страйку на Південній Росії 1903 року. 
Страйк 1904 року почався 13 (26) листопада. Стійка боротьба робітників закінчилася підписанням 30.ХІІ (12.I 1905) колективного договору з нафтопромисловцями. 
Страйк 1913 року відбувався 25 (7) липня по 17 (30) вересня. Страйковий комітет висунув широку програму економічних і політичних вимог (8-годинний робочий день, підвищення заробітної плати, поліпшення житлових умов і медичного обслуговування, створення страхових кас тощо). Підприємці були змушені задовольнити частину економічних вимог. 
Страйк 1914 року тривав з 28 (10) червня майже до початку 1-ї світової війни. Крім вимог, висунутих 1913 року, страйкарі добивалися визнання права Ради уповноважених від робітників укладати колективний договір з підприємцями. Вимоги робітників було відхилено. В місті було запроваджено воєнний стан. Страйки протесту і солідарності з робітниками Баку відбулися на багатьох підприємствах Петербурга, Києва, Харкова, Одеси, Миколаєва та інших містах.